# Оливера, Сантьяго
Сантьяго Оливера (исп. Santiago Olivera; 7 января 1959 год, Буэнос-Айрес, Аргентина) — католический прелат,  третий  епископ Крус-дель-Эхе с 24 июня 2008 года по 28 марта 2017. Военный ординарий Аргентины с 28 марта 2017. 

## Биография
Родился 7 января 1959 года в Буэнос-Айресе, Аргентина. 18 сентября 1984 года был рукоположён в священники для служения в епархии Морона.
24 июня 2008 года Папа Римский Бенедикт XVI назначил его епископом Крус-дель-Эхе. 18 августа 2008 года в соборе Пресвятой Девы Марии Кармельской в городе Крус-дель-Эхе состоялось его рукоположение в епископы, которое совершил епископ-эмерит епархии Морона Хусто Оскар Лагуна в сослужении с епископом Морона Луисом Гильермо Айхгорном и епископом-эмеритом Крус-дель-Эхе Омаром Феликсом Коломе.